# Eduardo Rendón
Eduardo Rendón Villacís (Guayaquil; 10 de julio de 1928-Nueva York; 6 de agosto de 2019) fue un árbitro de fútbol ecuatoriano. Fue el primer árbitro ecuatoriano en recibir el gafete de FIFA.

## Trayectoria
Dirigió su primer partido en 1953 y su último fue en 1978. En 1966 obtuvo el gafete internacional de la FIFA, con esa insignia, arbitró en varios torneos, entre esos fue la clasificación de Conmebol para la Copa Mundial de 1970 y 1974.